# 국어 교육
국어 교육(國語敎育)은 대한민국의 교육 과목 중 하나이며, 초등학교와 중학교, 고등학교 1학년(공통) 과정을 거친다.

## 개요
국어는 한국어로 포함한 초·중·고 공통 과목인 국어는 국어를 정확하고 효과적으로 사용하는 데 필요한 능력과 태도를 기르고, 비판적이고 창의적인 국어 사용을 바탕으로 하여 국어 발전과 국어문화 창달에 이바지하려는 뜻을 세우며, 가치 있는 국어 활동을 통해 바람직한 인성과 공동체 의식을 함양하는 과목이다.

## 하위 영역

### 듣기 · 말하기
- 본질 : 듣기 · 말하기는 화자와 청자가 구어로 상호 교섭하며 의미를 공유하는 과정이다.
- 담화의 유형 및 매체 : 의사소통의 목적, 상황, 매체 등에 따라 다양한 담화 유형이 있으며, 유형에 따라 듣기와 말하기의 방법이 다르다.
- 구성 요소 · 과정 · 전략 : 화자와 청자는 의사소통의 목적과 상황, 매체에 따라 적절한 전략과 방법을 사용하여 듣기 · 말하기 과정에서의 문제를 해결하며 소통한다.
- 태도 : 듣기 · 말하기의 가치를 인식하고 공감 · 협력하며 소통할 때 듣기 · 말하기를 효과적으로 수행할 수 있다.

### 읽기
- 본질 : 읽기는 읽기 과정에서 문제를 해결하며 의미를 구성하고 사회적으로 소통하는 행위이다.
- 글의 유형 및 매체 : 의사소통의 목적, 매체 등에 따라 다양한 글 유형이 있으며, 유형에 따라 읽기의 방법이 다르다.
- 구성 요소 및 과정 · 방법 : 독자는 배경지식을 활용하며, 읽기 목적과 상황, 글 유형에 따라 적절한 읽기 방법을 활용하여 능동적으로 글을 읽는다.
- 태도 : 읽기의 가치를 인식하고 자발적 읽기를 생활화할 때 읽기를 효과적으로 수행할 수 있다.

### 쓰기
- 본질 : 쓰기는 쓰기 과정에서 문제를 해결하며 의미를 구성하고, 사회적으로 소통하는 행위이다.
- 글의 유형 및 매체 : 의사소통의 목적, 매체 등에 따라 다양한 글 유형이 있으며, 유형에 따라 쓰기의 초점과 방법이 다르다.
- 구성 요소 및 과정 · 전략 : 필자는 다양한 쓰기 맥락에서 쓰기 과정에 따라 적절한 전략을 사용하여 글을 쓴다.
- 태도 : 쓰기의 가치를 인식하고 쓰기 윤리를 지키며 즐겨 쓸 때 쓰기를 효과적으로 수행할 수 있다.

### 문학
- 본질 : 문학은 인간의 삶을 언어로 형상화한 작품을 통해 즐거움과 깨달음을 얻고 타자와 소통하는 행위이다.
- 갈래와 역사 및 매체 : 문학은 서정, 서사, 극, 교술의 기본 갈래를 중심으로 하여 언어, 문자, 매체의 변화와 함께 시대에 따라 변화해왔다.
- 수용과 생산 : 문학은 다양한 맥락을 바탕으로 하여 작가와 독자가 창의적으로 작품을 생산하고 수용하는 활동이다.
- 태도 : 문학의 가치를 인식하고 인간과 세계를 성찰하며 문학을 생활화할 때 문학 능력이 효과적으로 신장된다.

### 문법
- 본질 : 국어는 사고와 의사소통의 수단이 되는 기호 체계로서, 언어의 보편성을 바탕으로 하여 고유한 국어문화를 형성하며 발전한다.
- 구조의 탐구와 활용 : 국어는 음운, 단어, 문장, 담화로 구성되며 이들에 대한 탐구를 통해 국어 지식을 얻고 이를 언어생활에 활용할 수 있다.
- 규범과 생활 : 발음 · 표기, 어휘, 문장 · 담화 등 국어 규범에 대한 이해를 통해 국어능력을 기르고 바른 국어생활을 할 수 있다.
- 태도 : 국어의 가치를 인식하고 국어를 바르게 사용할 때 국어 능력이 효과적으로 신장된다.

## 교육 과정

### 초등학교 1 ~ 2학년
- 듣기·말하기 : 인사말, 대화, 일의 순서, 자신 있게 말하기, 집중하며 듣기, 바르고 고운말 사용
- 읽기 : 글자, 낱말, 문장, 짧은 글, 소리 내여 읽기, 띄어 읽기, 내용 확인, 인물의 처지 · 마음 짐작하기, 읽기에 대한 흥미
- 쓰기 : 주변 소재에 대한 글, 껶은 일을 표현하는 글, 글자 쓰기, 문장 쓰기, 쓰기에 대한 흥미
- 문학 : 그림책, 동요 · 동시, 동화, 작품 낭독 · 감상, 작품 속 인물의 상상, 말놀이와 말의 재미, 일상생활에서 겪은 일의 표현, 문학에 대한 흥미
- 문법 : 한글 자모의 이름과 소릿값, 낱말의 소리와 표기, 문장과 문장 부호, 글자 · 낱말 · 문장에 대한 흥미

### 초등학교 3 ~ 4학년
- 듣기·말하기 : 대화, 회의, 인과 관계, 표정·몸짓·말투, 요약하며 듣기, 예의를 지켜 듣고 말하기
- 읽기 : 정보 전달, 설득, 친교 및 정서 표현, 친숙한 화제, 중심 생각 파악, 내용 간추리기, 추론하며 읽기, 사실과 의견의 구별, 경험과 느낌 나누기
- 쓰기 : 의견을 표현하는 글, 마음을 표현하는 글, 문단 쓰기, 시간의 흐름에 따른 조직, 독자 고려, 쓰기에 대한 신감
- 문학 : 동요·동시, 동화, 동극, 감각적 표현 인물·사건·배경, 이어질 내용의 상상, 작품에 대한 생각과 느낌 표현, 작품을 즐겨 감상하기
- 문법 : 낱말의 의미 관계, 문장의 기본 구조, 낱말 분류와 국어사전 활용, 높임법과 언어 예절, 한글의 소중함 인식

### 초등학교 5 ~ 6학년
- 듣기·말하기 : 구어 의사소통, 토의, 토론, 발표, 체계적 내용 구성, 추론하며 듣기, 공감하며 듣기
- 읽기 : 의미 구성 과정, 정보 전달 · 설득 · 친교 및 정서 표현, 사회·문화적 화제, 글과 매체, 내용 요약, 주장이나 주제 파악, 내용의 타당성 평가, 표현의 적절성 평가, 매체 읽기 방법의 적용, 읽기 습과 점검하기
- 쓰기 : 의미 구성 과정, 설명하는 글, 주장하는 글, 체험에 대한 감상을 표현한 글, 목적·주제를 고려한 내용과 매체 선정, 독자의 존중과 배려
- 문학 : 가치 있는 내용의 언어적 표현, 노래·시, 이야기·소설극, 작품 속 세계와 현실 세계의 비교, 비유적 표현의 특성과 효과, 일상 경험의 극화, 작품의 이해와 소통, 작품의 가치 내면화하기
- 문법 : 사고와 의사소통의 수단, 낱말 확장 방법, 문장 성분과 호응, 상황에 따른 낱말의 의미, 관용 표현, 바른 국어 사용

### 중학교
- 듣기·말하기 : 의미 공유 과정, 대화면담, 토의, 토론, 발표, 매체 자료의 효과, 청중 고려, 말하기 불안에의 대처, 설득 전략 분석, 비판하며 듣기, 배려하며 말하기
- 읽기 : 문제 해결 과정, 정보 전달 · 설득 · 친교 및 정서표현, 사회·문화적 화제, 한 편의 글과 매체, 내용 예측, 내용 요약, 설명 방법 파악, 논증 방법 파악, 관점과 형식의 비교, 매체의 표현 방법 · 의도 평가, 참고 자료 활용, 한 편의 글 읽기, 읽기 과정의 점검과 조정, 읽기 생활화하기
- 쓰기 : 문제 해결 과정, 보고하는 글, 설명하는 글, 주장하는 글, 감동이나 즐거움을 주는 글, 매체의 특성, 내용의 통일성, 표현의 다양성, 대상의 특성을 고려한 설명, 고쳐쓰기, 쓰기 윤리
- 문학 : 심미적 체험의 소통, 노래·시, 이야기·소설, 극, 교술, 비유과 상장의 효과, 갈등의 진행과 해결 과정, 보는 이, 말하는 이의 관점, 작품의 사회·문화적 배경, 작품의 현재적 의미, 재구성된 작품의 변화 양상, 개성적 발상과 표현, 문학을 통한 성찰
- 문법 : 언어 기초, 음운의 체계와 특성, 품사의 종류와 특성, 문장의 짜임, 담화의 개념과 특성, 단어의 정확한 발음과 표기, 어휘의 체계와 양상의 활용, 한글의 창제 원리, 통일 시대의 국어에 대한 관심

### 고등학교 공통
- 듣기·말하기 : 사회·문화성, 대화, 토론, 협상, 의사소통 과정의 점검과 조정, 담화 관습의 성찰
- 읽기 : 사회적 상호 작용, 인문·예술·사회·문화·과학·기술 분야의 다양한 화제, 한 편의 글과 매체, 관점과 표현 방법의 평가, 비판적·문제 해결적 읽기, 읽기 과정의 점검과 조정, 자발적 읽기
- 쓰기 : 사회적 상호 작용, 설득하는 글, 정서를 표현하는 글, 쓰기 맥락, 고쳐 쓰기, 책임감 있게 쓰기
- 문학 : 유기적 구조, 서정, 서사, 극, 교술, 문학 갈래의 역사, 갈래 특성에 따른 형상화 방법, 다양한 사회·문화적 가치, 시대별 대표작, 문학의 주체적 수용과 생활화
- 문법 : 역사적 실체, 음운의 변동, 문법 요소의 특성과 사용, 한글 맞춤법의 원리와 내용, 국어 사랑과 국어 발전 의식

## 같이 보기
- 대한민국의 초등학교 교과목
- 대한민국의 중학교 교과목
- 대한민국의 고등학교 교과목